# Łaniewo (Lidzbark Warmiński)
Łaniewo (deutsch Launau) ist ein Dorf in der Gmina Lidzbark Warmiński (Landgemeinde Heilsberg) im Powiat Lidzbarski (Kreis Heilsberg) in der  polnischen Woiwodschaft Ermland-Masuren.

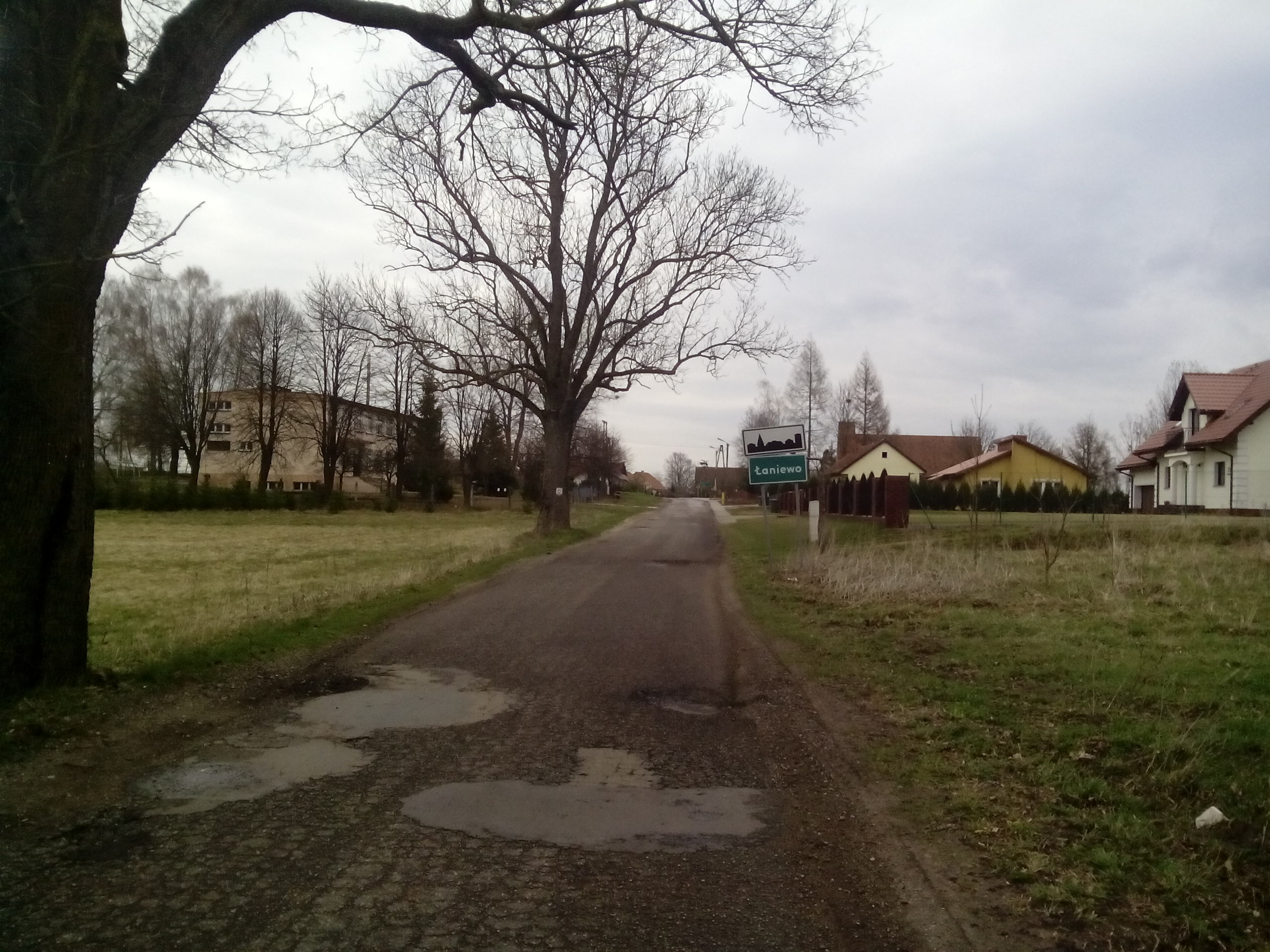
Ortseinfahrt Łaniewo (2014)

## Geographische Lage
Das Dorf liegt im ehemaligen Ostpreußen, im historischen Ermland, an der Alle, etwa neun Kilometer westsüdwestlich von Lidzbark Warmiński (Heilsberg) und 63 Kilometer südlich von Königsberg. 

## Geschichte

### Ortsgeschichte

Launau, an der Alle, östlich von Elbing und westlich von Heilsberg, auf einer Landkarte von 1910

Im 18. Jahrhundert gehörte das Dorf Launau zum Amt Heilsberg. 1785 wird es als ein königliches Dorf mit 42 Feuerstellen (Haushaltungen) beschrieben.
Während der Schlacht bei Heilsberg am 10. Juni 1807 zwischen französischen Truppen unter Napoleon Bonaparte einerseits und russischen sowie preußischen Truppen andererseits fand nachmittags bei Launau ein Gefecht statt.
Am 21. Mai 1874 wurde der Amtsbezirk Reimerswalde  (polnisch Ignalin) im ostpreußischen Kreis Heilsberg, Regierungsbezirk Königsberg, errichtet, und das Dorf Launau wurde zeitgleich eingegliedert.
Das Dorf Launau hatte am 1. Dezember 1913 eine Flächengröße von 1149,3 Hektar und 107 viehhaltende Haushaltungen; gezählt wurden unter anderem 229 Pferde, 433 Stück Rindvieh, 139 Schafe und 557 Schweine. Auf der Gemarkung des Dorfs standen 408 Apfelbäume, 222 Birnbäume, 205 Kirschbäume und  305 Pflaumen- und Zwetschgenbäume.
Am 1. April 1927 hatte der benachbarte Forstgutsbezirk Launau (polnisch Łaniewo-Leśnictwo, er hieß bis 1926 „Forstgutsbezirk Thiergarten“) eine Flächengröße von 1309 Hektar, und am 16. Juni 1925 hatte dieser Gutsbezirk zehn Einwohner. Zu denselben Zeiten hatte der ebenfalls benachbarte Gutsbezirk Sperlings (polnisch Wróblik) eine Flächengröße von 376 Hektar und 101 Einwohner.  Am 30. September 1928 wurden der Forstgutsbezirk Launau und der Gutsbezirk Sperlings in die Landgemeinde Launau eingegliedert.
Am 1. April 1927 hatte der benachbarte Gutsbezirk Zechern (polnisch Urbanowo) eine Flächengröße von 809 Hektar, und am 16. Juni 1925 hatte dieser Gutsbezirk 105 Einwohner.  Am 30. September 1929 wurde der Gutsbezirk Zechern in die Landgemeinde Launau eingegliedert.
Im Jahr 1945 gehörte die Landgemeinde Launau zum Landkreis Heilsberg im Regierungsbezirk Königsberg im Gau Ostpreußen des Deutschen Reichs.
Gegen Ende des Zweiten Weltkriegs wurde die Region im Frühjahr 1945 von der Roten Armee besetzt. Anschließend wurde Launau zusammen mit der gesamten südlichen Hälfte Ostpreußens von der Sowjetunion besatzungsrechtlich der Volksrepublik Polen zur Verwaltung überlassen. Der Ortsname wurde zu ‚Łaniewo‘ polonisiert. In der Folgezeit wurde die einheimische Bevölkerung von der polnischen Administration aus dem Kreisgebiet vertrieben.
Łaniewo gehört heute zur Gmina Lidzbark Warmiński im Powiat Lidzbarski, von 1975 bis 1998 der Woiwodschaft Olsztyn, seither der Woiwodschaft Ermland-Masuren zugehörig. Im Jahre 2021 zählte das Dorf 332 Einwohner.

### Demographie
| Jahr | Einwohner | Anmerkungen                                                                                          |
| ---- | --------- | --- |
| 1782 | –         | königliches Dorf mit 42 Feuerstellen (Haushaltungen)                                                 |
| 1818 | 143       | königliches Bauerndorf                                                                               |
| 1852 | 433       | Dorf                                                                                                 |
| 1858 | 469       | Dorf, davon 13 Evangelische und 456 Katholiken, auf einer Fläche von 4550 Morgen, in 61 Wohngebäuden |
| 1864 | 500       | am 3. Dezember                                                                                       |
| 1867 | 502       | am 3. Dezember, Landgemeinde                                                                         |
| 1871 | 515       | am 1. Dezember, Landgemeinde, davon vier Evangelische und 511 Katholiken                             |
| 1885 | 606       | am 1. Dezember, Landgemeinde, davon sieben Evangelische und 599 Katholiken                           |
| 1895 | 536       | am 2. Dezember, Landgemeinde, davon sechs Evangelische und 530 Katholiken                            |
| 1910 | 592       | am 1. Dezember                                                                                       |
| 1933 | 845       | [ 18 ]                                                                                               |
| 1939 | 855       | [ 18 ]                                                                                               |

## Religion
Łaniewo gehört jetzt wie bereits Launau vor 1945 zur römisch-katholischen Kirche Ignalin (Reimerswalde) im jetzigen Erzbistum Ermland. Bis 1945 war Launau auch in die evangelische Kirche Heilsberg in der Kirchenprovinz Ostpreußen der Kirche der Altpreußischen Union eingegliedert. Heute gehörz Łaniewo jedoch zur Diözese Masuren der Evangelisch-Augsburgischen Kirche in Polen.

## Verkehr
Łaniewo liegt an einer Nebenstraße, die bei der Stadt Lidzbark Warmiński (Heilsberg) von der Woiwodschaftsstraße 513 abzweigt und über Bobrownik (Bewernick) und Wolnica (Freimarkt) nach Lubomino (Arnsdorf) führt. Zwei weitere Straßen, die von Runowo (Raunau) bzw. Wróblik (Sperlings) kommen, enden in Łaniewo.
Bis 1945 war Launau Bahnstation an der Bahnstrecke Schlobitten–Wormditt–Heilsberg–Bischdorf–Angerburg, die heute nicht mehr existiert.